# 飯森勝彦
飯森 勝彦（いいもり かつひこ）は、日本の実業家、楽天ANAトラベルオンライン株式会社代表取締役社長。

## 人物・経歴
1992年、立教大学社会学部観光学科（現・観光学部）卒業。
大学卒業後、全日本空輸株式会社に入社。2017年4月には、同社厦門支店長に就任。
その後、楽天ANAトラベルオンライン株式会社代表取締役社長に就任。楽天ANAトラベルオンライン株式会社は、2006年に楽天株式会社と全日本空輸株式会社、ANAセールス株式会社が共同出資して設立された企業で、『ANA楽パック』という航空券と宿泊を一括予約できるサービスを展開している。